# Nowosiółki (rejon włodzimierski)
Nowosiółki (ukr. Новосілки) – wieś na Ukrainie na terenie rejonu włodzimierskiego w obwodzie wołyńskim, liczy 423 mieszkańców.
W czasie okupacji niemieckiej mieszkająca tutaj czeska rodzina Kovářów ukrywała żydowską dziewczynkę Annę Dub, a ukraińska rodzina Janusiów ukrywała troje Żydów z rodziny Kogonzonów. Instytut Jad Waszem uhonorował za to tytułami Sprawiedliwych wśród Narodów Świata Illę i Wassę Janusiów (1998 rok) oraz Marie i Vojtĕcha Kovářów (2000 rok).